# Saint-Hilaire-la-Palud
Saint-Hilaire-la-Palud är en kommun i departementet Deux-Sèvres i regionen Nouvelle-Aquitaine i västra Frankrike. Kommunen ligger i kantonen Mauzé-sur-le-Mignon som tillhör arrondissementet Niort. År 2022 hade Saint-Hilaire-la-Palud 1 510 invånare.

## Befolkningsutveckling
Antalet invånare i kommunen Saint-Hilaire-la-Palud
| Referens: INSEE |